# Boksarske rokavice
Boksarske rokavice, so vadbeni pripomoček, si se ga uproablja pri različnih udarjalnih borilnih športih, kot so boks, kickboks, tajski boks, savate... Sodoben boks in s tem tudi boksarske rokavice, se je začel razvijati v začetku 19. stoletja, ko je John Douglas utemeljil in zapisal pravila sodobnega oz. angleškega boksa. 
Boksarske rokavice služijo, kot zaščita za oba nasprotnika, napadalcu ščitijo roke oz. členke pred zlomi in zapestja pred zvini in zlomi. Nasprotnika pa ščitijo pred močnimi direktnimi udarci in s tem tudi ranami, podpludbami, zlomi... Kvalitetne boksarske rokavice so navadno izdelane iz govejega usnja in močno absorbcijske pene. 
Boksarske rokavice se navadno uporabljajo v kombinaciji z bandažanimi trakovi, s katerimi si borec povije zapestje, dlan in členke, z namenom preprečevanja poškodb. Poleg rokavic za rekreativni boks so "nujni" boksarski pripomočki še ščitnik za zobe in bandaže.

## Različice
Boksarske rokavice imamo v različnih stilih in težah in so pogosto nošene čez bandaže, katere ti pomagajo stabilizirati pest proti poškodbam boksarskih zlomov v dlani. Hitrostne rokavice so relativno lahke vinilaste ali usnjeni palčniki, osnovno zasnovane za varnost atletovih rok proti praskam in udarninam, kadar delajo zelo lahko na vrečo. Rokavice za vrečo so oblazinjene za varovanje atletov proti  progresivnim močnejšim osredotočenimi udarcem v vrečo. To so rokavice, ki so najbolj priporočene od boksarskih trenerjev, še posebej za ne sparerje. Sparing rokavice so zasnovane tako da obvarujejo oba atleta pri boksu. Profesionalne borbene rokavice so prav tako zasnovane da zaščitijo oba atleta, ampak so generalno manj podložene. Sparing rokavice so po navadi v velikosti od 6 pa do 20 oz. sedaj so bile izdelane tudi otroške rokavice z velikostjo 4 oz, medtem ko so amaterske in profesionalne rokavice v rangu od 8 do 10 unčev. Pri tekmovalnih rokavicah se najprej zaveče z vezalko nato pa zapečatijo s trakom pred tekmo. Trak je nato podpisan od uradne osebe, kateri zagotovi in pregleda rokavice, da je vse vredu. Čeprav se pri trening rokavicah po navadi uporablja sprijemalno zapiralo, rajše kakor pa vezalke, tako da atleti lahko lažje odstranijo ali nataknejo rokavice. Vezalne rokavice splošno zagotavljajo bolj tesno,  zanesljivo in stabilno prileganje zapestju.